# Шурпе
Шурпе́ (чув. шӳрпе [ш`юрбе́], от перс. شوربا‎ «шурпа») — суп чувашский традиционной кухни из субпродуктов.

## Особенности
Традиционно такой суп чувашами готовился по большим праздникам или во время закалывания скота. Чем свежее продукты, тем нежнее получается суп. У некоторых чувашей в такой суп входит картофель. Но картофель пришёл позже.
Во времена языческие, пускали только крупу и мясо, далее, на Акатуях уже начали использовать только крупу и субпродукты, ибо мясо продавали, а затем, веком позже — отдавали в города, это было при колхозах,
Нередко в котёл с шурпе клали петуха потрошёного, отработавшего свой жизненный срок и ставшего слабым, когда юный петушок уже его заклёвывать в бою мог, но это характерно больше южным чувашам.

## Приготовление

### Ингредиенты
| Сердце       | 200 г.    |
| Печень       | 100 г.    |
| Легкие       | 200 г.    |
| Рубец        | 150 г.    |
| Лук репчатый | 200 г.    |
| Зелень       | 1 пуч.    |
| Соль         | по вк.    |
| Специи       | по вкусу. |

### Рецепт
Исходные субпродукты тщательно обрабатывают, удаляют с них лишние ткани и жировые наслоения баранины. Затем их режут на кубики среднего размера и заливают холодной водой, которая должна полностью покрывать продукты. На сильном огне будущий суп доводят до кипения, после чего убавляют жар до минимума и при лёгком бурлении варят субпродукты на протяжении 40—50 минут. Картофель очищают, также режут кубиками, головки репчатого лука мелко рубят с помощью большого поварского ножа. Овощи закладывают в кастрюлю, приправляют суп солью, специями по собственному вкусу и варят до полной готовности. Перед подачей каждую порцию посыпают измельченной зеленью.